# Margarornis
Margarornis é um género de ave da família Furnariidae.
Este género contém as seguintes espécies:
- Margarornis rubiginosus
- Margarornis stellatus
- Margarornis bellulus
- Margarornis squamiger